# Glenea sexnotata
Glenea sexnotata es una especie de escarabajo del género Glenea, familia Cerambycidae. Fue descrita científicamente por Gahan en 1889.
Habita en India. Esta especie mide 12 mm.